# مطبخ دنماركي

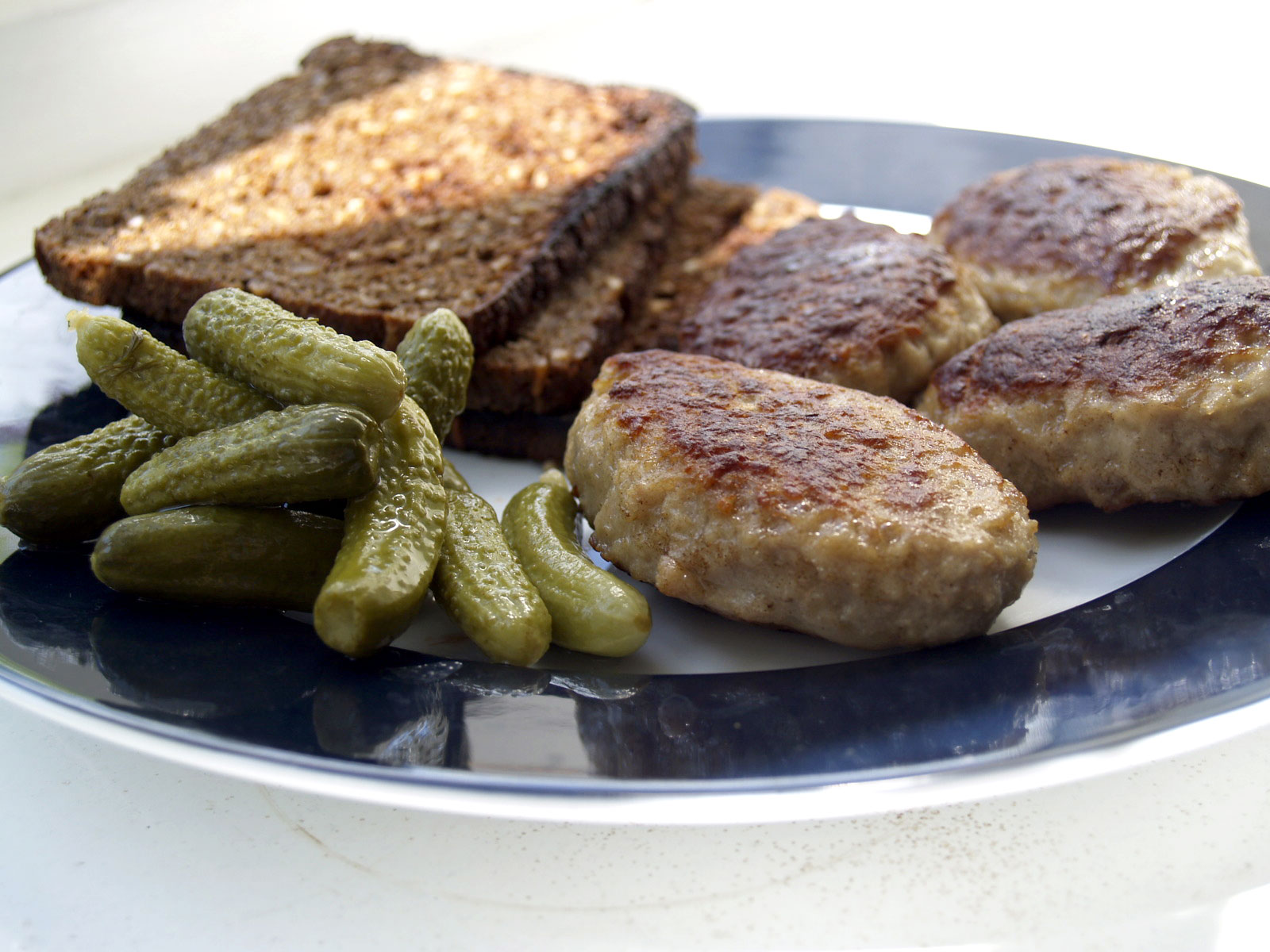
Frikadeller كرات اللحم مع خبز الجاودار وخيار مخلل الطعام.

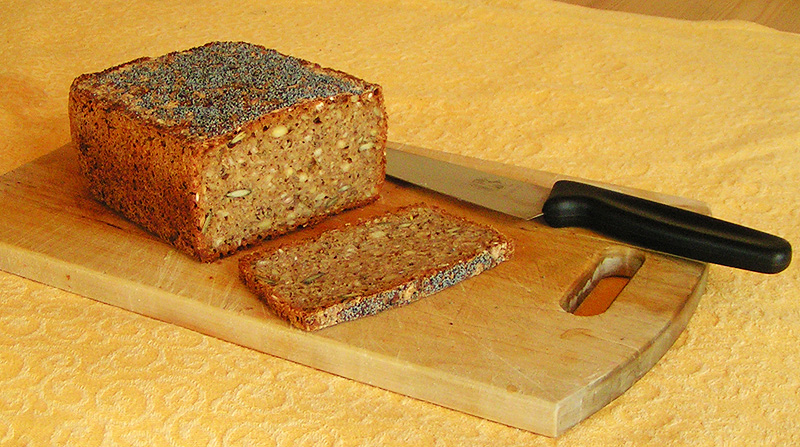
رغيف خبز الجاودار الدنماركي (روجبرود).

المطبخ الدنماركي باللغة الدنماركية det danske køkken . نشأ المطبخ الدنماركي من المنتجات المحلية الخاصة بالفلاحيين، وتحسن المطبخ الدنماركي في اواخر القرن 19 بعد الثورة الصناعية مع توفر المزيد من السلع والتقنيات الجديدة، المطبخ الدنماركي شأنه في ذلك شأن بلدان الشمال الأوروبي الأخرى وشمال ألمانيا، يتكون أساساً من اللحوم والأسماك. يعود هذا إلى الماضي الزراعي للبلاد، فضلا عن الجغرافيا والمناخ حيث الشتاء الطويل البارد.
يشمل الغذاء الدنماركي مجموعة متنوعة من شطائر خبز الجاودار (روغبرود) أو سموربرود والتي تقدم تقليدياً في وجبة الغداء أو الفروكوست. يشمل الفروكوست العادي 2-6 سموربرود جرى تحضيرها خلال الإفطار وتحفظ في علبة الغداء. أما الفاخر منه عادة ما يبدأ بالأسماك مثل الرنجة المملحة أو ثعبان البحر المدخن أو سمك موسى المقلي الساخن. ثم تأتي السندويشات اللحوم مثل لحم البقر المشوي مع صلصة الريمولاد الباردة والبصل المقلي أو لحم الخنزير المشوي مع الملفوف الأحمر أو الأنواط لحم العجل الساخنة وكرات اللحم الدنماركية أو بات الكبد مع لحم الخنزير المقدد والفطر.
الطهاة الدنماركييين، قاموا في السنوات الأخيرة بتطوير سلسلة مبتكرة من الأطباق الذواقة تعتمد على المنتجات المحلية عالية الجودة. ونتيجة لذلك، كوبنهاغن والمحافظات الأخرى لديها الآن عدد كبير من المطاعم نالت استحسانا كبيرا، ومنها ما استحق نجوم ميشلان.

## التاريخ
الطبخ الدنماركي بدأ بأطباق الفلاحيين القدامى الذين كانوا يخدمون في جميع انحاء البلاد قبل الثورة الصناعية في عام 1860 , وكانوا يستغلون المنتجات المحلية في مزارع العائلات ومزارع الحي، ونتيجة لذلك كانت تؤكل البطاطس والخبز ولحم الخنزيز المملح في كل مكان، كان لكل عائلة مخزن خاص بهم لتخزين لتجفيف المواد ليستفيدوا منها لوقت طويل، فكان الجاورد لصنع الخبز، والشعير لصنع البيرة، والبازيلاء للشوربة والحساء، ولحم الخنزير المدخن أو مملح. .
مع وصول التعاونية في النصف الثاني من القرن 19 تم ادخال الحليب في الغذاء. واستخدمت أفران الحطب واللحم المطحون ساهم في مجموعة من الاطباق الجديدة مثل شريحة لحم الخنزير مع الجلد المقرمش (فريكاديلير) (لحم الخنزير المقلي وكرات لحم العجل)، وفطائر اللحم المقلية المصنوعة من لحم البقر المفروم، ولحم خاصرة البقر، و«مليون لحوم البقر» (لحم البقر المفروم في المرق)، وكاربونادر/ كريبينتر (لحم مفروم مخبوز ومقلي، عادة لحم الخنزير) واطباق السمك المشوي. وبنفس الفترة تم صناعة اطباق الحلويات من الفواكه والتوت.
بحلول نهاية القرن 18، كانت هناك عدة أنواع مختلفة من النقانق ولكن إعداد منتجات اللحوم الباردة تطورا سريعا في عام 1840 عندما افتتح الفرنسي لويس فرانسوا محلا للجزارة كشركة في كوبنهاغن. في عام 1880، افتتح أوسكار دافدسن مطعم متخصص في السندويشات المفتوحة. مع (معجون الكبد) وأصبحت متاحة في محلات البقالة في نهاية القرن 19 ولكن كانت مع مرور الوقت سعره مماثل للحوم الباردة.
في السنوات الأخيرة لعبت مطاعم كوبنهاغن مثل نوما وجيرانيوم وام آر دوراً هاماً في إعادة اختراع المطبخ الدنماركي والشمالي، مما يجعل من كوبنهاغن مركزاً لتذوق الطعام الشمالي.